# Michail Michailowitsch Prischwin

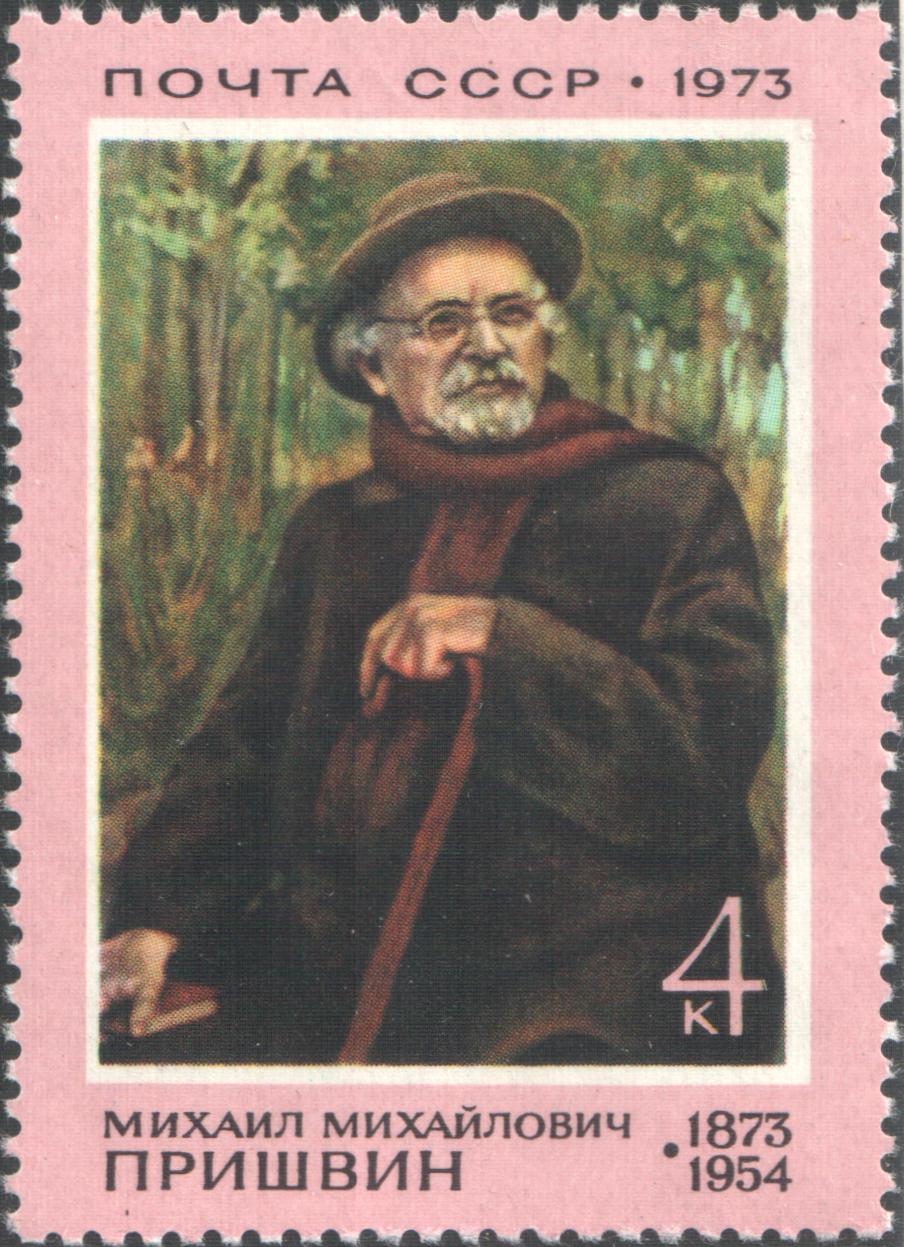
Sowjetische Briefmarke zum 100. Geburtstag von Michail Michailowitsch Prischwin (1973)

Michail Michailowitsch Prischwin (russisch Михаил Михайлович Пришвин, wissenschaftliche Transliteration Michail Michajlovič Prišvin; * 23. Januarjul. / 4. Februar 1873greg. in Chruschtschowo-Ljowschino, Gouvernement Orjol; † 16. Januar 1954 in Moskau) war ein russischer/sowjetischer Schriftsteller.

## Leben und Werk
Michail Prischwin wurde als Sohn eines verarmten Kaufmanns in Chruschtschowo-Ljowschino (rund 400 Kilometer südöstlich von Moskau) geboren und studierte an der chemisch-agronomischen Fakultät des Polytechnikums in Riga. Dort wurde er 1897 festgenommen, inhaftiert und später unter Hausarrest gestellt, weil er sich an der Verbreitung revolutionärer Schriften beteiligt hatte. Zwischen 1900 und 1902 schloss er sein Studium in Leipzig und Jena ab. Nach einer kurzen Episode als Agronom arbeitete Prischwin als Journalist und während des Bürgerkriegs als Dorflehrer, Bibliothekar und Museumskustos.
Ab 1905 verfasste er – häufig auf der Grundlage von Reiseaufzeichnungen – seine ersten literarischen Texte. Neben den vielgerühmten Erzählungen begründeten vor allem sein autobiografischer Roman Die Kette des Kastschej und die lange Erzählung Shen-Schen seinen Ruf. Er schrieb auch ausgezeichnete Kinderbücher.
In den Revolutionswirren ab 1917 traf sich Prischwin mit einem literarischen Kreis in Petrograd, wo er selbst im Winter lebte, während er im Sommer das Familiengut in Jelez bewirtschaftete. Prischwin korrespondierte in dieser revolutionären Zeit mit Trotzki, aber „lernt infolge eines unbotmäßigen Artikels das bolschewistische Rechtswesen und seine Gefängnisse kennen“.
Lange blieb unbekannt, dass Prischwin ab 1918 Werke von politisch-philosophischem Charakter schrieb, und zwar in klarer Einsicht der Zensurlage von vornherein für die Schublade – so etwa Der irdische Kelch, eine Groteske aus dem Russischen Bürgerkrieg.
Ebenfalls im Geheimen führte er während fast fünfzig Jahren ein Tagebuch, für das er 120 Hefte mit seinen scharfen Analysen der politischen und gesellschaftlichen Gegenwart füllte und von dem er sagte, er würde „für jede Zeile zehn Jahre lang erschossen“. Prischwin hinterließ zudem ein umfangreiches fotografisches Werk, in dem er Natureindrücke, aber auch gesellschaftliche Veränderungen festhielt.
Nach Prischwins Tod im Jahr 1954 verbargen seine Witwe und ein Nachlassverwalter seinen schriftlichen Nachlass vor der stalinistisch geprägten Öffentlichkeit, um sie nicht zu gefährden. Viele Hefte wurden später transkribiert. Sein Werk liegt im Russischen bereits vollständig vor, die seit 1991 laufende russische Edition der Tagebücher ist 2018 abgeschlossen worden. Von den Tagebüchern erschien 2019 der erste Band mit Einträgen von 1917 bis 1920 in der deutschen Übersetzung. Seine Tagebücher zeigen eine ungemeine Formenvielfalt: Impressionen, alltägliche Sentenzen, Traumnotate, Reportagen, Aphorismen und auch Nature Writing.
Prischwin war Mitglied der russischen Fraternitas Arctica zu Riga.

## Werke in deutscher Übersetzung
- Der schwarze Araber und andere Geschichten, aus dem Russischen von Alexander Eliasberg, München: Georg Müller 1917 (gekürzte Ausgabe u.d.T.: Das Tier von Krutojar, ebd. 1927)
- Ginseng. Die Wurzel des Lebens, aus dem Russischen von Käthe Rosenberg, Berlin: Fischer 1935
- Dschen-Schen und Jagdgeschichten, aus dem Russischen von Irene Barth, Wien: Scholle-Verlag 1947
- Die Flöte Pans. Erzählungen und Skizzen, aus dem Russischen von Manfred von Busch, Berlin: Volk und Welt 1948
- Kalender der Natur (1948)

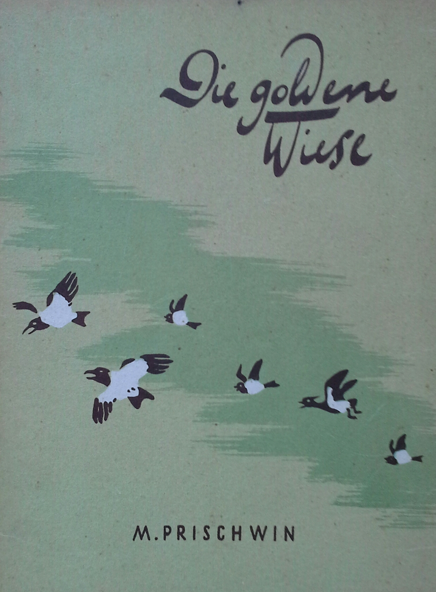
"Die Goldene Wiese" aus dem Verlag Kultur und Fortschritt.

- "Die Goldene Wiese" aus dem Verlag Kultur und Fortschritt.Die goldene Wiese, aus dem Russischen von Alice Wagner, Berlin: Verlag Kultur und Fortschritt 1949
- Der Sonnenspeicher. Dichtung und Wahrheit, aus dem Russischen von Nadeshda Ludwig, Berlin: SWA-Verlag 1949
- Geheimnisse des Waldes. Erzählungen, aus dem Russischen von Johann Dembowski, Berlin: Holz 1952
- Grau-Eule, aus dem Russischen von Herbert Koch, Berlin: Kinderbuchverlag 1954
- Ginseng. Erzählung, aus dem Russischen von Ilse Mirus, München: Nymphenburger 1960
- Der versunkene Weg. Roman, aus dem Russischen von Hermann Asemissen, Stuttgart: Cotta 1961 (u.d.T. Der Zarenweg, übersetzt von Albert Klöckner und Rainer Rosenberg, Berlin: Verlag der Nation 1962)
- Nordwald-Legende, aus dem Russischen von Gottfried J. Wojtek, Berlin: Verlag Kultur und Fortschritt 1961
- Die Kette des Kastschej. Roman, aus dem Russischen von Hartmut Herboth, Berlin: Verlag Kultur und Fortschritt 1963
- Shen-Schen, aus dem Russischen von Manfred von Busch, Revision der Übersetzung durch Joachim Barckhausen, Frankfurt: Suhrkamp 1981
- Der schwarze Araber (Der wundersame Pfannkuchen; Sonnige Nächte; Das Tier von Krutojar; Das Kreuz im Walde; Nikon Starokolenny; Adam und Eva; Der schwarze Araber), Erzählungen, aus dem Russischen von Alexander Eliasberg und Hans-Joachim Grimm, Berlin: Verlag der Nation 1984
- Im Land der ungestörten Vögel. Skizzen aus der Wyg-Gegend. Übers. Rainer Schwarz, mit 17 Aquarellen von Konstantin Sokolow, Frankfurt am Main: Büchergilde Gutenberg 1985
- Meistererzählungen (Das Tier von Krutojar; Phacelia; Zum fröhlichen Tamburin; Der Friedhof der Vögel; Der Schwarze Araber), aus dem Russischen von Ilma Rakusa, Zürich: Manesse 1988
- Der irdische Kelch. Das Jahr neunzehn des zwanzigsten Jahrhunderts, aus dem Russischen von Eveline Passet, Guggolz Verlag, Berlin 2015, ISBN 978-3-945370-02-5
- Tagebücher. Band 1. 1917 bis 1920, aus dem Russischen von Eveline Passet, Guggolz Verlag, Berlin 2019, ISBN  9783945370230.[7]
- Tagebücher. Band 2. 1930 bis 1932, aus dem Russischen von Eveline Passet, Guggolz Verlag, Berlin 2022, ISBN 978-3945370339.